# Església de Vasa (Göteborg)
L'església de Vasa és una església que pertany a la parròquia de Vasa, a la diòcesi de Göteborg. Es troba al districte de Lorensberg al municipi de Göteborg.

## Creació
Al lloc de l'església hi havia l'antiga granja Götaberg. L'església va ser construïda després que la parròquia de Vasa se separés de la parròquia de Göteborg el 1908. Va ser construït el 1905-1909 amb un estil neoromànic. La inauguració va tenir lloc el 4 d'abril de 1909 pel bisbe Edvard Herman Rodhe.

## Edifici
L'església va ser dissenyada per Yngve Rasmussen i va ser el resultat d'un concurs arquitectònic. L'estil neoromànic amb detalls modernistes i romàntics nacionals. L'església consta d'una llarga nau amb dues naus laterals, un absis a l'est i a l'oest i diverses cabines. Al sud, hi ha la gran torre. El material de construcció és un granit de bohus de Lysekil. El sostre exterior té diversos nivells i està cobert amb làmines de coure. L'exterior està ben conservat. La torre té dues campanes, tots dos fabricats el 1907 per la fosa de Johan A. Beckman & Co a Estocolm. Pesen 1857 i 950 kg, respectivament.

## Equipament
Gairebé deu anys després de la inauguració, es va crear una pintura al fresc que representa l'Ascensió de Crist, realitzada per Albert Eldh. En relació amb una renovació l'any 1926, Eldh també va pintar la part restant del cor. L'arquitecte Rasmussen va dissenyar la majoria dels mobles, com ara els bancs, la façana dels orgues, el púlpit i la pila baptismal. En una restauració de 1945, es va construir la sagristia i, el 1951, es les parets i els sostres van emblanquinats amb calç en un to clar, que va substituir la façana central del sostre de l'orgue i es va instal·lar un fons positiu. A l'entrada hi ha una decoració de mosaic en quatre parts que representa a Crist, així com un colom sobre un pou, una espasa en flames i un calze. Es va dur a terme el 1957 per Es va dur a terme el 1957 per Erik Gunnar Ström.

### Orgue
- L'orgue principal va ser construït el 1909 per Eskil Lundén. Va ser construït el 1943 per Hammarbergs Orgelbyggeri AB, però el 2002 la construcció de l'orgue de Grönlund va ser una renovació, per la qual cosa l'obra es va restaurar en gran part a la condició original d'Eskil Lunden.L'instrument té 59 peces distribuïdes en quatre manuals i pedals.[3]
- L'església també té un orgue de cor de sis parts.

## Altre informació
Al parc al costat de l'església de Vasa es pot trobar, entre altres coses, l'estàtua de Vågens de Per Hasselberg.

## Fotos

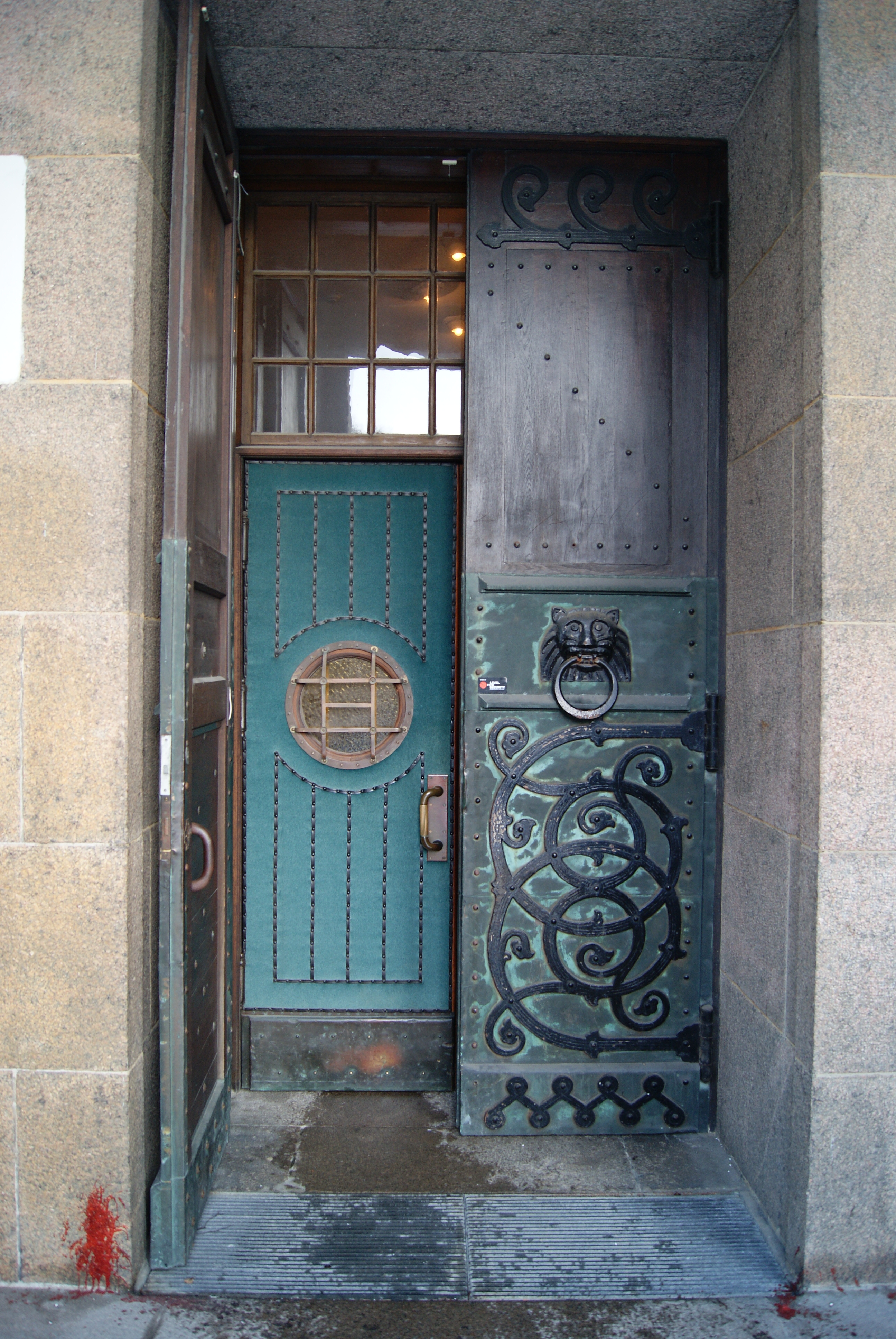
Detall de les portes d'entrada.
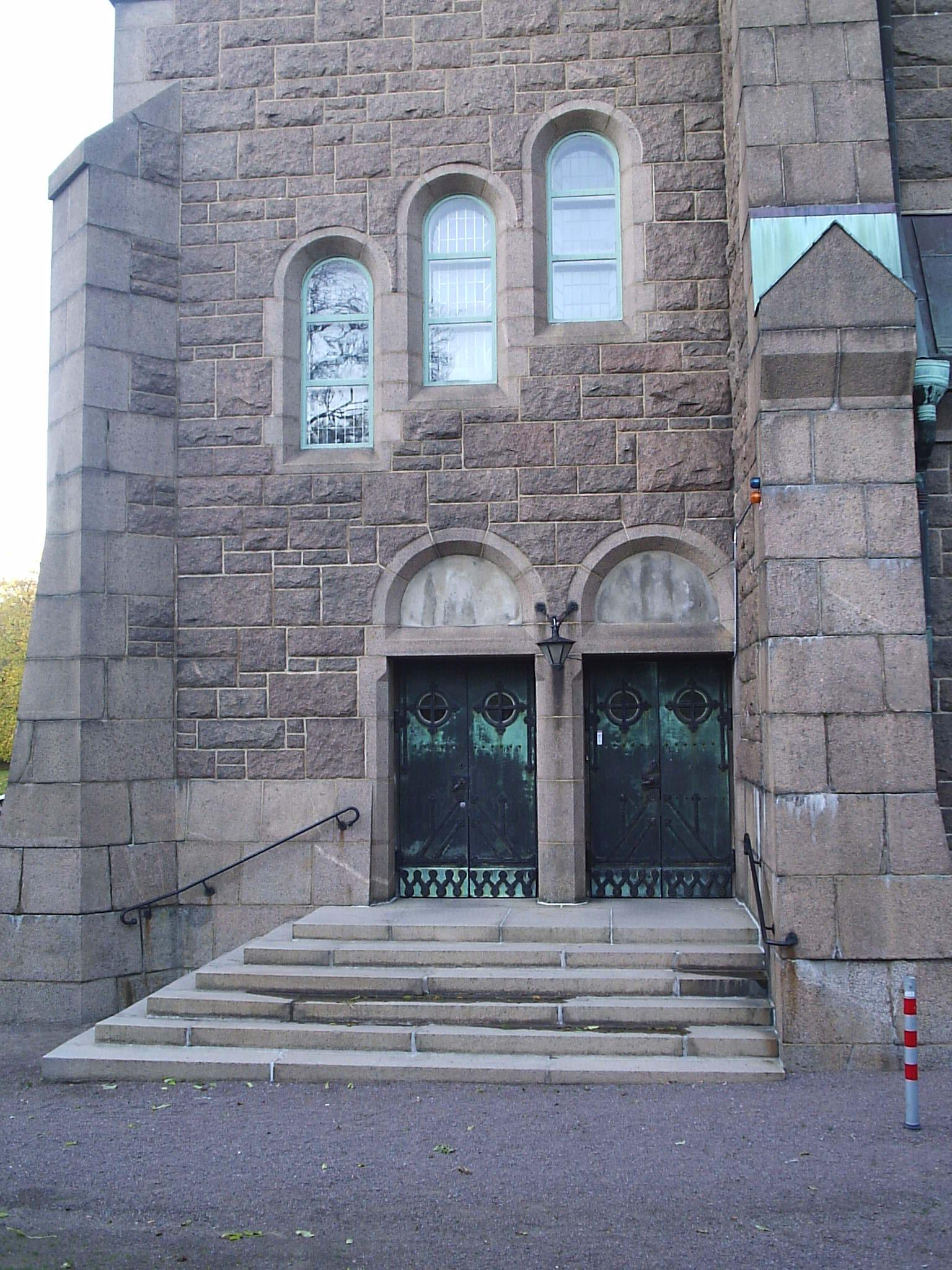
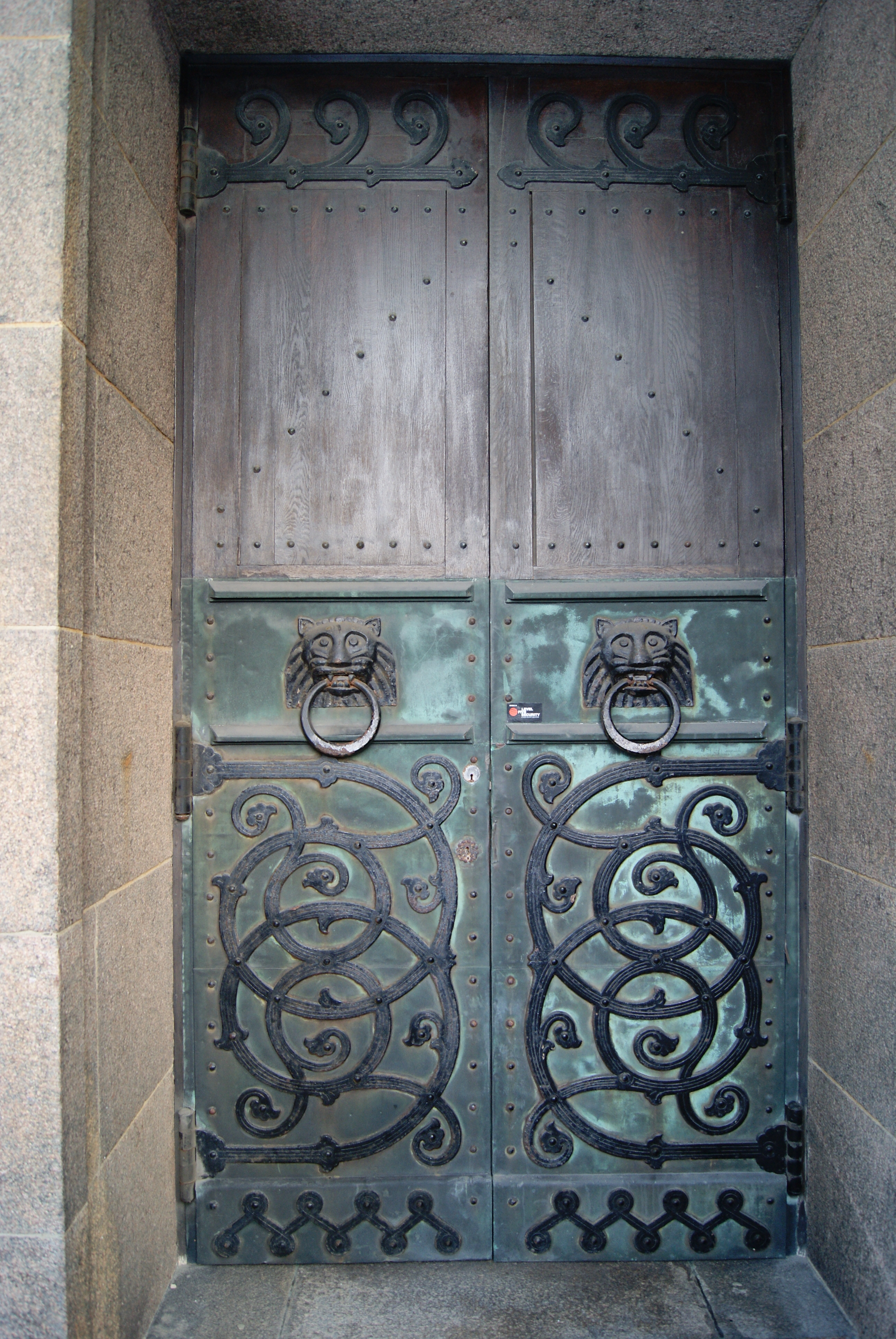
Porta de l'església.
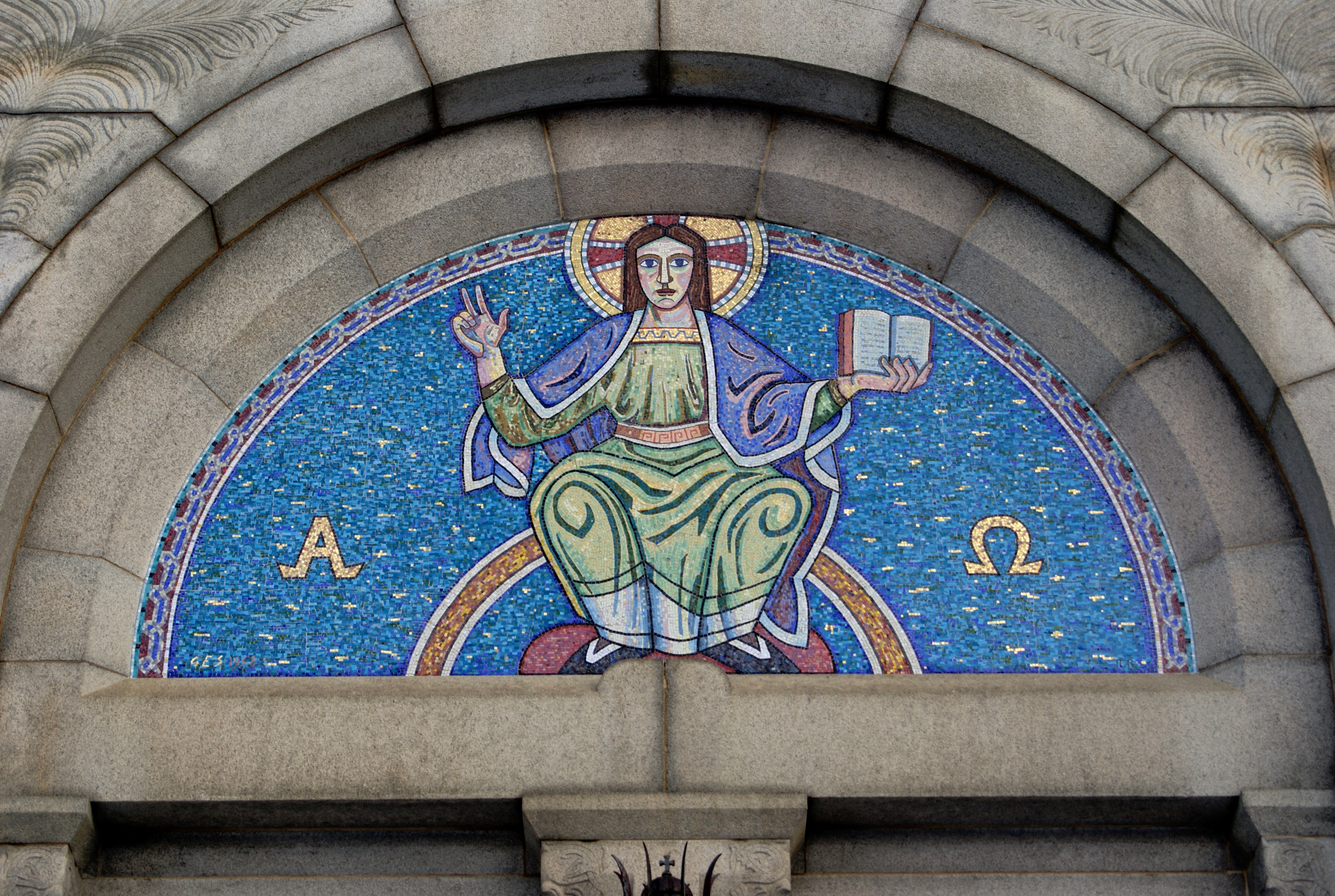
Mosaic al pòrtic.
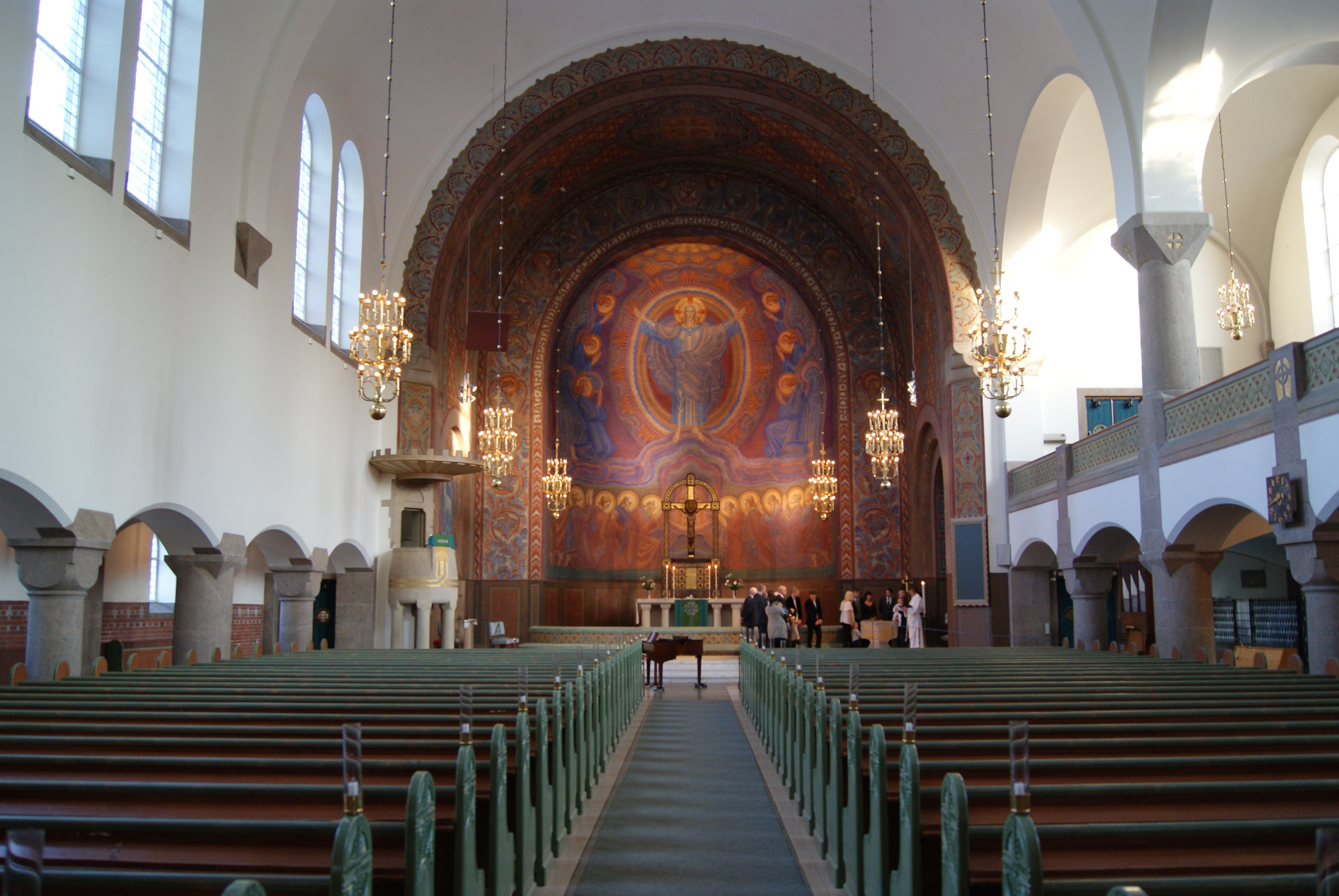
Interior cap a l'est.